# マムズラボ
マムズラボ株式会社（英: Mom's Lab CORP.）は、クリエイティブ制作・マーケティング支援・採用支援事業を主な事業とする日本の企業。SBヒューマンキャピタル株式会社の子会社。
実務経験3年以上のフリーランスママ1,000名超が所属し、在宅型のマーケティング・クリエイティブチームとしてさまざまな企業をクライアントとしてサービスを展開する。

## 沿革
- 2016年4月 - SBヒューマンキャピタル内の新規事業としてマムズラボ事業を開始。
- 2017年
  - 3月 - 国内最大級のファミリー向けイベント「かぞくみらいフェス」を一般社団法人JAPAN FAMILY PROJECTと共同開催。
  - 6月 - 働く女性・子育てママのための転職・復職支援サービス「Mom's Lab エージェント」を開始。
  - 7月 - マムズラボ事業を分社化し、マムズラボ株式会社を設立。
  - 11月 - 時短や在宅ワーク等に特化した転職エージェント「フレックスワーク」を開始。
- 2018年
  - 3月 - 第2回となる「かぞくみらいフェス」を開催。
  - 10月 - 大阪オフィスを開設。
  - 11月 - 営業代行に特化した「マムズラボセールスマーケティング」を開始。
- 2019年1月 - 「フレックスワーク」のサービスを終了。
- 2020年3月 - Yupとの提携により所属フリーランス向けに「先払い」サービスを開始。
- 2023年5月 - クリエイター・マーケター特化の転職エージェント「BeCreator」を開始。